# Thèze, Pyrénées-Atlantiques
Thèze (occitanska: Tèsa) är en kommun i departementet Pyrénées-Atlantiques i regionen Nouvelle-Aquitaine i sydvästra Frankrike. Kommunen ligger i kantonen Thèze som tillhör arrondissementet Pau. År 2022 hade Thèze 890 invånare.

## Befolkningsutveckling
Antalet invånare i kommunen Thèze
| Referens: INSEE |